# Spiegelshof

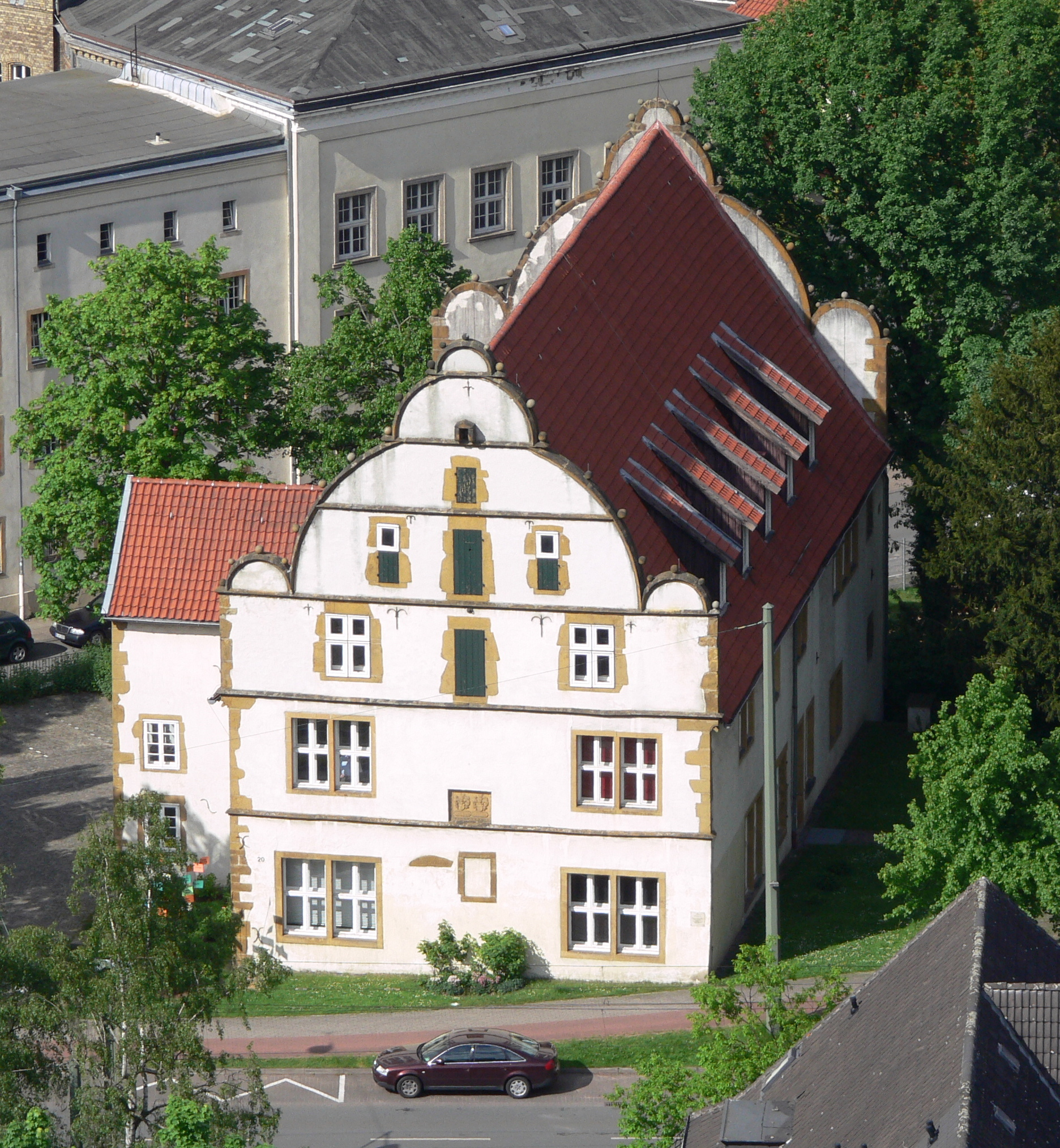
Der Spiegelshof von der Sparrenburg aus gesehen

Der Spiegelshof ist ein Baudenkmal in der Stadt Bielefeld im ostwestfälischen Teil Nordrhein-Westfalens. Die Bezeichnung Spiegel’scher Hof ist ebenso üblich.

## Lage und Gebäude
Das Gebäude befindet sich in der Kreuzstraße 20 im Stadtbezirk Mitte. In unmittelbarer Nachbarschaft befindet sich die Neustädter Marienkirche. Die Schmalseiten sind mit Radzinnengiebeln versehen. Das Treppenhaus stammt von 1682. Im hinteren Teil des Gebäudes blieb trotz steter Veränderungen im Innern ein unterkellerter Saal mit Balkendecke erhalten.

## Geschichte

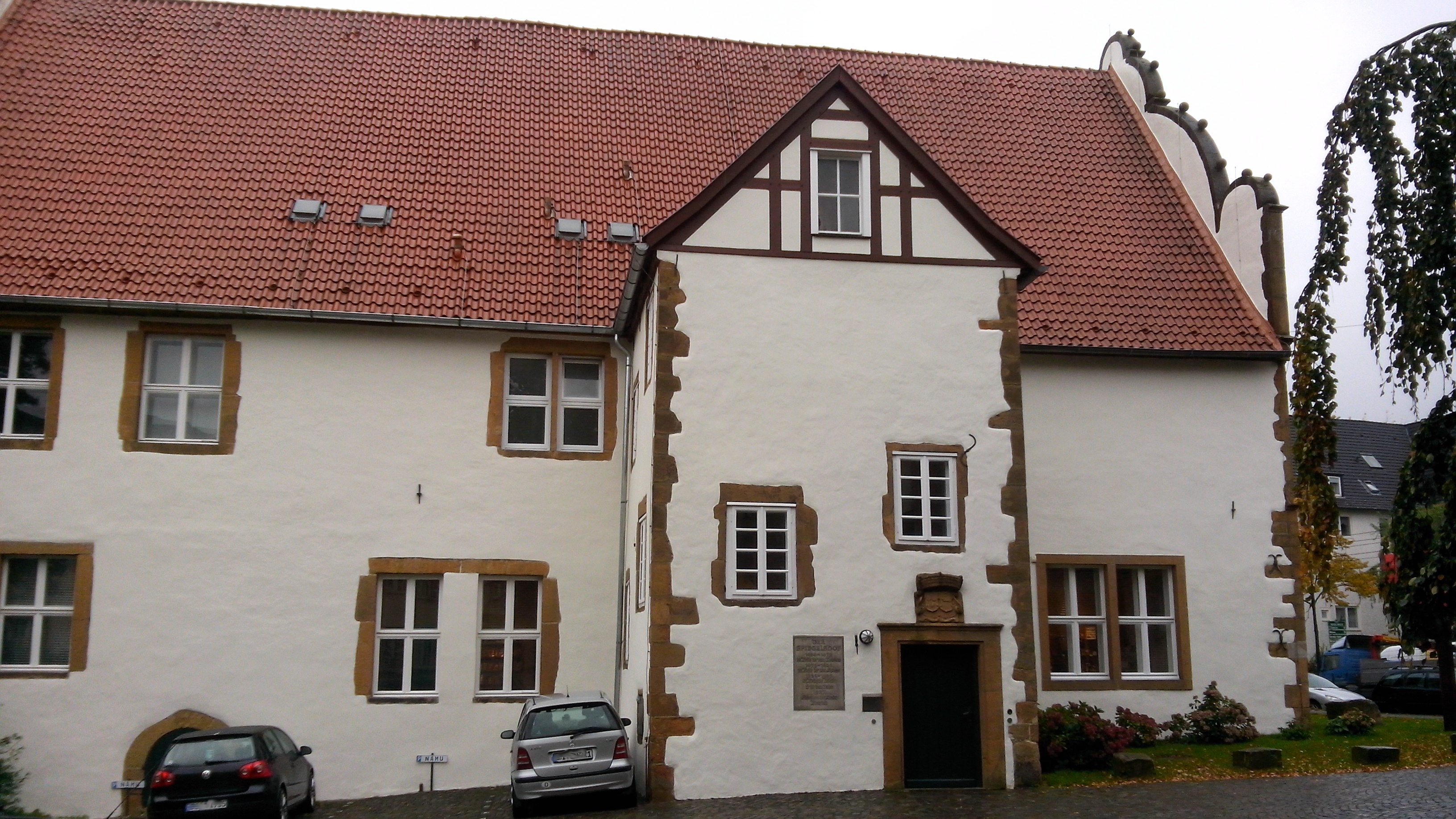
Westseite des Hofs mit Eingang zum Naturkunde-Museum

Der Spiegelshof ist ein Adelshof, dessen Besitzgeschichte sich auf das Jahr 1334 zurückführen lässt. Spätestens von da an bis 1479 gehörte er der Familie von Todrang. Anschließend wurde er Eigentum derer von Spiegel. 1540 ließ ihn Johann Spiegel von Peckelsheim im Stil der Weserrenaissance umbauen. 
Die Familie Wessel übernahm den Hof 1820 und richtete dort 1840 eine Posthalterei ein sowie 1847 ein Theater. 
1927 übernahm die Stadt Bielefeld das Gebäude. Das dort ansässige Standesamt verließ den Hof 1985, um für das Naturkunde-Museum Bielefeld Räume zu schaffen.